# Rara à queue rousse
Phytotoma rara
Espèce
Statut de conservation UICN

 LC  : Préoccupation mineure
Le Rara à queue rousse (Phytotoma rara) est une espèce de passereaux de la famille des Cotingidae. D'après Alan P. Peterson, c'est une espèce monotypique.

## Répartition
Il peuple le centre du Chili et l'ouest de la Patagonie.